# Giêsu chịu phép rửa
Giêsu chịu phép rửa bởi Gioan Tẩy Giả là một sự kiện lớn trong cuộc đời của Chúa Giêsu được mô tả trong ba Phúc Âm: Mátthêu, Máccô và Luca. Sự kiện này được nhìn nhận là đã xảy ra tại Al-Maghtas, nay thuộc Jordan. Cùng với sự kiện bị đóng đinh, hầu hết các nhà thần học hiện đại xem việc Giêsu nhận phép rửa bởi Gioan là một sự kiện có thể mang tính lịch sử chắc chắn cao, và các học giả Kinh Thánh xem đây là hai sự kiện chắc chắn về ông, và thường lấy đó làm điểm khởi đầu cho việc nghiên cứu về Giêsu.
Hầu hết các nhánh hoặc giáo phái Kitô giáo xem việc Giêsu chịu phép rửa là một sự kiện quan trọng và là cơ sở cho nghi thức rửa tội của Kitô giáo. Trong Kitô giáo Đông phương, lễ Chúa Giêsu chịu phép rửa được cử hành vào ngày 6 tháng 1 (ngày theo lịch Julian, tương ứng với ngày 19 tháng 1 theo lịch Gregory). Trong Giáo hội Công giáo Rôma, Khối hiệp thông Anh giáo, các Giáo hội Luther và một số giáo phái phương Tây khác, lễ này thường được cử hành vào Chủ nhật ngay sau Lễ Hiển Linh.